# Morocco Tennis Tour 2012
Il Morocco Tennis Tour 2012 è stato un torneo di tennis facente parte della categoria ITF Women's Circuit nell'ambito dell'ITF Women's Circuit 2012. Il torneo si è giocato a Rabat in Marocco dal 13 al 19 febbraio 2012 su campi in terra rossa e aveva un montepremi di 25 000 $.

## Vincitori

### Singolare
Jasmina Tinjić ha battuto in finale  Kirsten Flipkens con il punteggio di 7–6(4), 2–6, 7–5

### Doppio
Jana Čepelová /  Réka-Luca Jani hanno battuto in finale  Anastasia Grymalska /  Ilona Kramen' con il punteggio di 6(4)–7, 6–1, [10–4]